# Corallus batesii
Corallus batesii, também referida como cobra-papagaio ou jibóia-esmeralda, é uma espécie de cobra da família Boidae, nativa da Bacia amazonica. É constritora, logo não faz uso de peçonha para a caça de suas presas. 
Anteriormente considerada um sinônimo da periquitamboia (Corallus caninus), a espécie foi revalidada como espécie separada por em estudo de 2009.

## Características

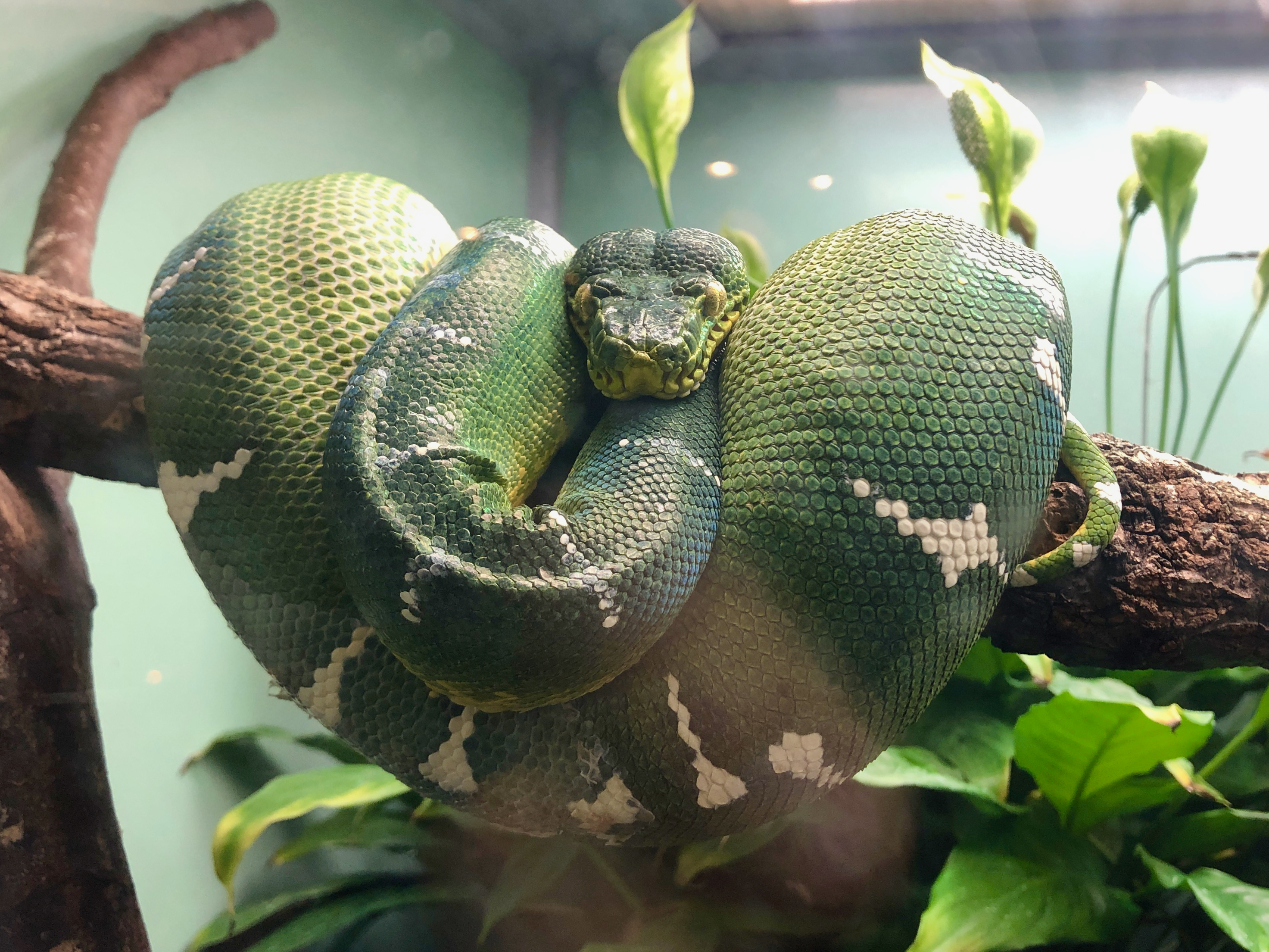
Espécime de cobra-papagaio repousando em um galho.

A cobra papagaio possui o dorso escuro com uma faixa branca atravessando-lhe as costas, faixas estas com listras transversas atravessando o padrão listrado; entretanto, existe certa variação entre indivíduos. Uma de suas distinções para com a periquitambóia são as escamas no focinho, além de que a cobra papagaio detém uma superioridade de porte em relação a sua parente, com espécimes atingindo até 2,70 metros de comprimento. Entretanto, a média é estimada como em 1,17 metros para os machos e 1,94 metros para as fêmeas.

## Comportamento
A cobra-papagaio é uma espécie de hábitos arborícolas, além disso são noturnas. Durante a noite a espécie é conhecida por ficar ativamente na localização de presas ou em constante emboscada; estritamente carnívora, a cobra papagaio se alimenta de uma certa diversidade de animais. Sua dieta inclui roedores, morcegos, pássaros, e lagartos como a lagartixa-cauda-de-nabo (Thecadactylus solimoensis). Entretanto, não são desconhecidos casos de predação a outros répteis, como jararacas-do-Norte (B. atrox) e jacarés-coroa (P. trigonatus).

## Reprodução

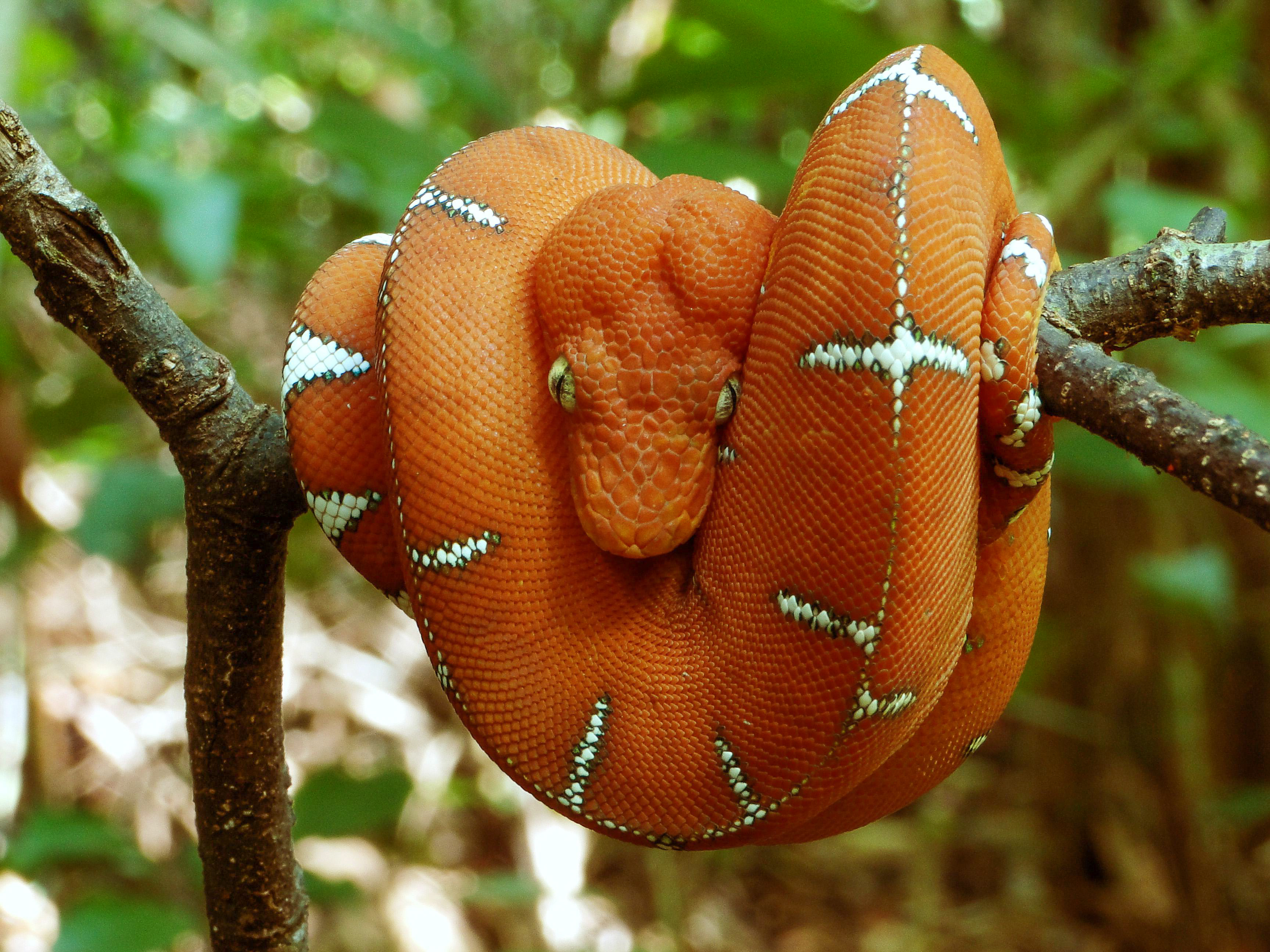
Um filhote de C. batesii, esboçando a típica coloração juvenil da espécie.

Sendo uma espécie ovovivípara, os filhotes eclodem nos ovos ainda no interior de suas mães. Sendo eventualmente gerados filhotes vivos e independentes. As cobras-papagaios tendem a ter 7 a 10 filhotes por ninhada. A gestação dura de 6 a 9 meses, os filhotes nascem medindo cerca de 30 cm, no entanto, apesar de conservar o mesmo padrão de listras dos pais a sua coloração é de tom laranja ou amarronzado, a qual tende a desaparecer ainda no primeiro ano de vida do animal.